# Алтынтау
«Altyntau Kokshetau» (бывший Васильковский горно-обогатительный комбинат) — крупнейшая золотодобывающая компания (горно-обогатительная фабрика) расположенная в Акмолинской области Казахстана на базе Васильковского золоторудного месторождения, разрабатывает самое крупное месторождение золота в Казахстане — Васильковское, запасы которого составляют около 360 тонн(по другим данным более 500 тонн). Является 100 % дочерней компанией ТОО «Казцинк» — казахстанского производителя цинка, свинца, меди, золота и серебра.

## История

### Васильковский горно-обогатительный комбинат
Предприятие «Васильковский горно-обогатительный комбинат» было создано в 1963 году при Васильковском золоторудном месторождении. В 1966 году началось целенаправленное исследование рудника. В 1976 году была организована Дирекция по строительству Васильковского горно-обогатительного комбината, в 1982 преобразованная в Васильковский горно-обогатительный комбинат. В августе 2000 года комбинат вошёл в состав совместного предприятия «Васильков Алтын» при участии компании «Флудгейт Холдинг Б. В.» (Нидерланды).
В 2007 году на комбинате были начаты работы по реконструкции предприятия. В течение двух лет была построена новая обогатительная фабрика (золотоизвлекающая фабрика) и введена в эксплуатацию в 2009 году. 28 мая 2010 года Президент Республики Казахстан Нурсултан Назарбаев в рамках государственной программы форсированного индустриально-инновационного развития Казахстана дал старт работе ЗИФ на Васильковском золоторудном месторождении. Глава государства предложил дать новое имя предприятию (в то время АО «Васильковский ГОК») — «Altyntau».

## Деятельность
Компания занимается добычей золотосодержащего материала. Проект по строительству золотоизвлекательной фабрики и капитального переустройства всей Васильковской инфраструктуры, стал в Казахстане рекордным и по масштабам и по срокам запуска. Руда, добытая здесь, проходит многоступенчатую переработку на модернизированной обогатительной фабрике. Полученный таким образом сплав Доре поступает на аффинажный завод Усть-Каменогорского металлургического комплекса. На заводе по выпуску драгоценных металлов по собственной технологии «Казцинка» изготавливают конечную продукцию — слитки аффинированного золота.
В 2001 предприятием произведено 896,3 кг катодного золота, в 2002 — 900 кг.